# Java Collections Framework
Java collections framework   — это набор связанных классов и интерфейсов, реализующих широко используемые структуры данных — коллекции. Он был спроектирован и разработан, в первую очередь, Джошуа Блохом.
Хотя это framework, он не имеет явных критических участков кода, и работает как библиотека.

## Архитектура
Почти все коллекции в Java порождаются интерфейсом java.util.Collection, который определяет основную структуру всех коллекций. Он определяет методы add() и remove() для добавления и удаления элементов, а также метод toArray(), который возвращает массив, состоящий из элементов данной коллекции. И, метод contains() проверяет содержится ли данный элемент в коллекции. Интерфейс Collection наследуется от интерфейса java.lang.Iterable.

### Интерфейс List
В JCF списки реализуются через интерфейс java.util.List. Два конкретных класса имплементируют List. Первый,  java.util.ArrayList, который реализует список на основе массива. Второй реализацией является java.util.LinkedList, который реализует java.util.List как двусвязный список.

### Интерфейс Set
Интерфейс java.util.Set реализует концепцию множества. Множество не может содержать двух одинаковых элементов. К тому же множество не устанавливает порядок. Set имплементируется java.util.HashSet, java.util.LinkedHashSet и java.util.TreeSet.